# 김대거 종법사 생가
김대거 종법사 생가는 대한민국 전라북도 진안군 성수면 좌포리 815 (원좌길 33-10) 에 있는 건축물이다. 2016년 12월 28일 진안군의 향토문화유산 제19호로 지정되었다. 원불교 성보 제15호 대산 종사 탄생가 이기도 하다.

## 개요
원불교의 대산 김대거 종법사가 1914년 태어나고 성장한 집으로, 근대건축과 원불교 역사에 중요한 자료이다. 건물은 5칸 겹집 구조이다. 뒷마당에는 봉황산을 바라보며 기도를 올렸던 거북바위가이다.